# Lord-lieutenant du Grand Manchester
Le Lord Lieutenant du Grand Manchester est le représentant du monarque, dans le Comté métropolitain du Grand Manchester dans le Nord-Ouest de l'Angleterre.Manchester reste une partie du Lancashire County Palatine, le lord lieutenant est nommé par le monarque en tant que Duc de Lancaster.
L'office a été créé le 1er avril 1974. Avant 1974, l'area était couverte par les Lord Lieutenant du Lancashire, le Lord Lieutenant du Cheshire, Et une petite partie du Lord Lieutenant du West Riding of Yorkshire. Le Lord Lieutenant agit aussi comme Custos rotulorum. Il a également favorisé le travail du bénévolat et des organisations bénévoles.
Le Lord Lieutenant est aidé dans son office par plus de 70 Deputy Lieutenants.

## Lord Lieutenant du Grand Manchester
| No. | Lord Lieutenant                | De              | jusqu'en        |
| --- | ------------------------------ | --------------- | --------------- |
| 1   | Sir William Downward           | 1er avril 1974  | 27 janvier 1988 |
| 2   | Col. Sir John Bradford Timmins | 27 janvier 1988 | 11 juillet 2007 |
| 3   | Warren James Smith             | 11 juillet 2007 | présent         |